# Аризона репаблік
The Arizona Republic — щоденна американська газета, що видається в Фініксі. Циркулює по всій Аризоні та є найбільшою газетою штату. З 2000 року газета належить до медіа-холдингу Gannett Company.

## Історія
Газета була заснована 19 травня 1890, під назвою The Arizona Republican ще до того моменту, як Аризона стала 49-м штатом США. У 1930 році назва була змінена на The Arizona Republic.
На додаток до паперової версії, газета має свій вебсайт. Вебсайт щодня оновлюється контентом, який включає в себе новини, спортивні огляди, та статті про мистецтво і культуру.
2 червня 1976 році репортер Arizona Republic Дон Боллс став жертвою вибуху замінованого автомобіля. Під час зустрічі з інформатором, який повинен був надати йому дані, необхідні для статей, спрацював вибуховий пристрій. Репортер, який займався проблемами організованої злочинності штату Аризона, помер через одинадцять днів після замаху.